# Морган, Джозеф
Джозеф Морган (англ. Joseph Morgan; род. 16 мая 1981), урожд. Джозеф Мартин (англ. Joseph Martin) — британский актёр. Наиболее известен благодаря роли Клауса Майклсона в телесериалах «Дневники вампира» и «Древние».

## Биография
Родился 16 мая 1981 года в Лондоне. Вскоре его семья переехала в Суонси, Уэльс, где он прожил одиннадцать лет.
Прежде чем приступить к профессиональной актёрской карьере, учился актёрскому мастерству в Центральной школе речи и драмы. Первым актёрским прослушиванием Моргана было участие в фильме «Гарри Поттер и тайная комната» на роль Тома Реддла. С тех пор он появлялся перед зрителями как Уильям Уорли в 2002 году. С Расселом Кроу Джозеф снялся в фильме «Хозяин морей: На краю земли». Он также имел возможность работать вместе с быстро растущими и развивающимся Колином Фарреллом, Джаредом Лето, Энтони Хопкинсом и суперзвездой Анджелиной Джоли в эпическом фильме Оливера Стоуна «Александр» (2004), где Морган воплотил образ Фелотаса.
Джозеф активно начал свою карьеру в 2003 году, появившись в паре телевизионных проектов. Он пробовался на роль Маттиаса в драме «Eroica». Его следующая роль — Трой в сериале «Hex». Трой, поразительно красивый студент, любимец девушек Мэденхэм Холла. Его герою также удавалось быть предметом зависти мужского пола. Тем не менее, за маской жестокого парня-мачо скрывается застенчивый и неуверенный в себе молодой человек, таким образом пытающийся замаскировать свою неуверенность.
После съёмок в фильмах «Hex» и «Александр» Морган получил роль Каллума в сериале «Уильям и Мэри» и участвовал в съёмках 3-х из его эпизодов. В 2006 году Морган присоединился к TV-проекту Кеннет Уильямс: «Fantabulosa!» в роли Алфи. Его следующим проектом стал мини-сериал на ВВС2 «Линии красоты».
За этим последовали выступления в драме «Мэнсфилд парк» (режиссёр Ян Б. МакДональд). Морган принял участие в фильме «Мистер одиночество», где изобразил легендарного Джеймса Дина. Вскоре он проходил кастинг на роль Мэтью Уильямса в шоу «Безмолвный свидетель», который появлялся в паре эпизодов проекта «Страдают дети». В 2007 году Морган участвовал в кастинге на роль Мика Мейбли в сериале «Доктор Мартин». В 2008 году актёр подписал контракт на работу над фильмом «The Grind», криминальным триллером, одну из главных ролей в котором сыграла Зои Таппер.
В 2010 году он сыграл главную роль в мини-сериале «Бен Гур», который впервые вышел в эфир на телеканалах CBC в Канаде и ABC TV в Америке 4 апреля 2010 года.

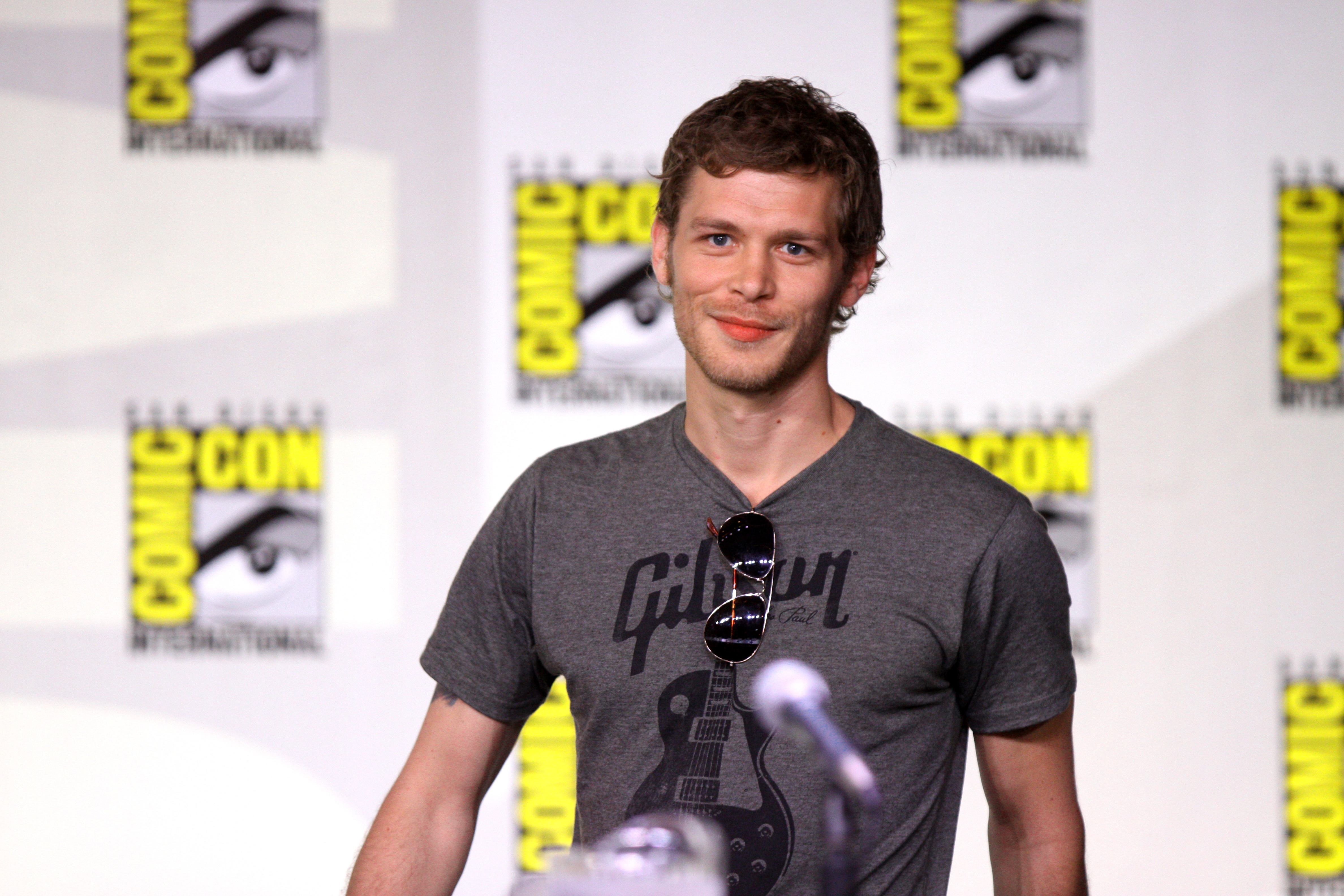
Джозеф Морган 2011г

С 2011 года Морган исполняет роль Клауса в телесериале «Дневники вампира». С 2013 по 2018 годы исполнял так же главную роль в спин-оффе «Дневников вампира» — сериале «Древние». В 2022 году появился в качестве приглашённой звезды в последнем эпизоде спин-оффа «Наследие (телесериал, 2018)». Сам Морган заявлял, что это появление — прощание с ролью.

## Личная жизнь
Морган познакомился с актрисой Персией Уайт на съемках «Дневников вампира». Они начали встречаться в 2011 году и обручились в 2014 году. Они поженились 5 июля 2014 года в Очо-Риос, Ямайка.
Он вегетарианец с 2014 года.

## Фильмография
| Год       |     | Русское название            | Оригинальное название                           | Роль                     |
| --------- | --- | --------------------------- | ----------------------------------------------- | ------------------------ |
| 2002      | с   | Призраки                    | Spooks                                          | Реверенд Парр            |
| 2003      | с   | Генрих VIII                 | Henry VIII                                      | Томас Калпепер           |
| 2003      | тф  | Героическая                 | Eroica                                          | Матиас                   |
| 2003      | ф   | Хозяин морей: На краю земли | Master and Commander: The Far Side of the World | Уильям Верли             |
| 2004—2005 | с   | Ведьма                      | Hex                                             | Трой                     |
| 2004      | ф   | Александр                   | Alexander                                       | Филота                   |
| 2005      | тф  | Уильям и Мэри               | William and Mary                                | Кэлум                    |
| 2006      | тф  |                             | Kenneth Williams: Fantabulosa!                  | Альфи                    |
| 2006      | ф   | Линия красоты               | The Line of Beauty                              | Джаспер                  |
| 2006—2011 | с   | Доктор Мартин               | Doc Martin                                      | Майк Мэблей              |
| 2007      | тф  | Мэнсфилд-парк               | Mansfield Park                                  | Уильям Прайс             |
| 2007      | ф   | Мистер Одиночество          | Mister Lonely                                   | Джеймс Дин               |
| 2007      | с   | Безмолвный свидетель        | Silent Witness                                  | Мэттью Уильямс           |
| 2008—2009 | с   | Несчастный случай           | Casualty                                        | Тони Рис                 |
| 2010      | тф  | Бен-Гур                     | Ben Hur                                         | Бен Гур                  |
| 2011      | ф   | Перевал ангелов             | Angels Crest                                    | Расти                    |
| 2011—2016 | с   | Дневники вампира            | The Vampire Diaries                             | Никлаус (Клаус) Майклсон |
| 2011      | ф   | Война богов: Бессмертные    | Immortals                                       | Лисандр                  |
| 2012      | ф   | 500 миль на север           | 500 Miles North                                 | Джеймс Хогг              |
| 2012      | ф   | Дом войны                   | Warhouse                                        | Эй Джей Бадд             |
| 2013      | ф   | Открытая могила             | Open Grave                                      | Натан                    |
| 2013      | кор | —                           | Revelation                                      | н/д                      |
| 2013—2018 | с   | Древние                     | The Originals                                   | Никлаус (Клаус) Майклсон |
| 2014      | ф   | Дермафория                  | Dermaphoria                                     | Эрик Эшуорт              |
| 2017      | кор |                             | Carousel                                        | Кит                      |
| 2020      | с   | Дивный новый мир            | Brave New World                                 | CJack60                  |
| 2022      | с   | Наследие                    | Legacies                                        | Никлаус (Клаус) Майклсон |
| 2022      | с   | Титаны                      | Titans                                          | Себастиан Блад           |

## Награды и номинации
| Год  | Награда                 | Категория                        | Работа           | Результат |
| ---- | ----------------------- | -------------------------------- | ---------------- | --------- |
| 2011 | Teen Choice Awards      | Лучший злодей года               | Дневники вампира | Победа    |
| 2014 | People’s Choice Awards! | Лучший актёр в новом телесериале | Древние          | Победа    |